# Pařezí
Pařezí (Duits: Parsches) is een Tsjechische plaats in de gemeente Chotýšany, regio Midden-Bohemen, en maakt deel uit van het district Benešov. Het dorp ligt op ongeveer 1,5 kilometer afstand van Chotýšany en op ongeveer 11 kilometer afstand van de stad Benešov.
Pařezí telt 27 inwoners (2021).

## Geschiedenis
De eerste schriftelijke vermelding van het dorp dateert van 1844.
In 1960 werd Pařezí, samen met Chotýšany, ingedeeld bij het district Benešov.

## Verkeer en vervoer

### Autowegen
Er leidt een regionale weg naar het dorp.

### Spoorlijnen
Er is geen station in Pařezí. Het dichtstbijzijnde station is in Městečko, op zo'n twee kilometer afstand. Dat station wordt bediend door treinen van spoorlijn 222 Benešov - Trhový Štěpánov.

### Buslijnen
Er is één bushalte bij het dorp:
| Halte                     | Lijn    | Traject                           | Vervoerder   |
| ------------------------- | ------- | --------------------------------- | ------------ |
| Chotýšany, Rozchod Pařezí | 406 773 | Benešov - Vlašim Benešov - Vlašim | CŠAD Benešov |

## Bezienswaardigheden
- Dorpskapel

## Galerij

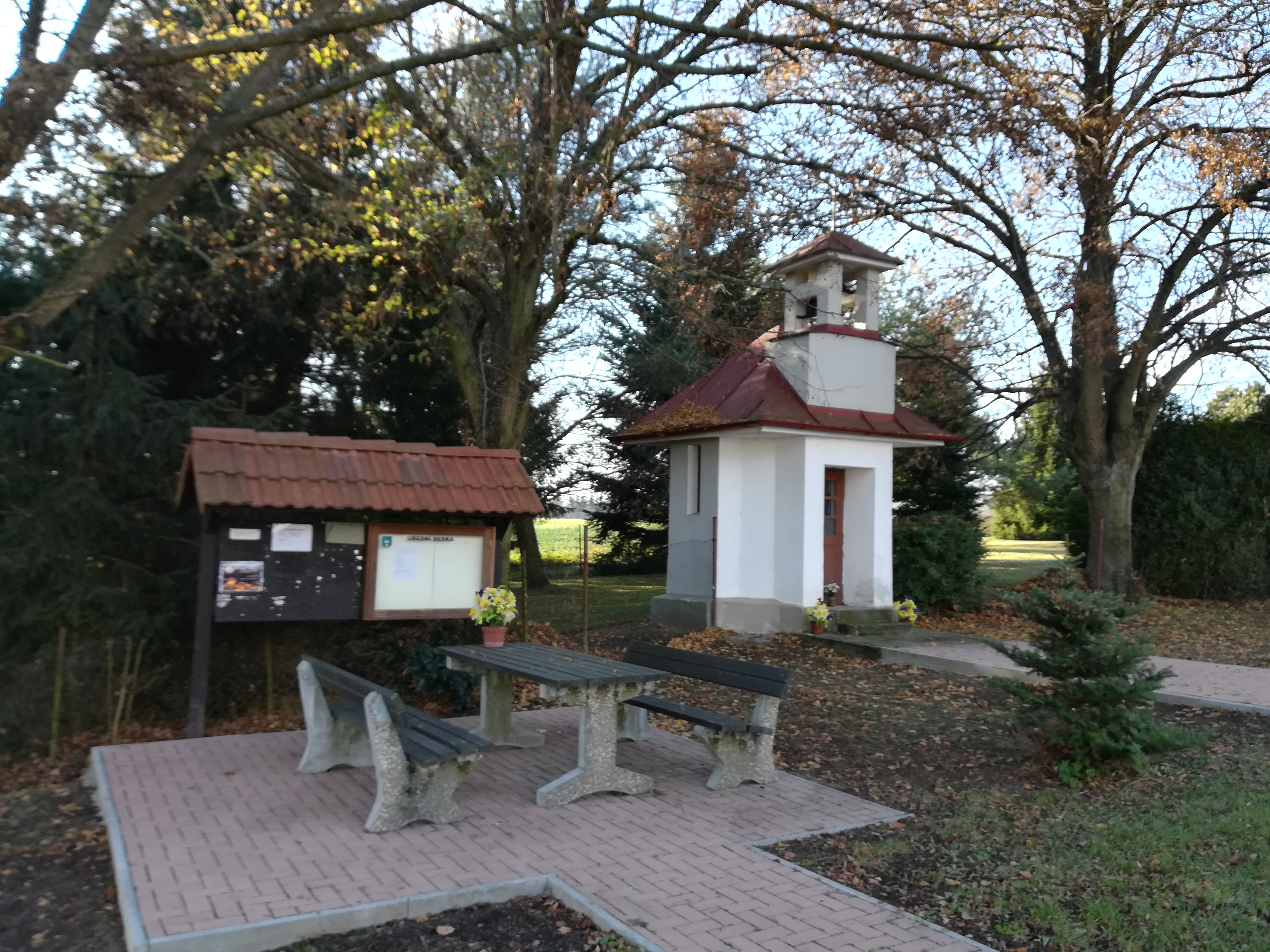
Dorpskapel (2018)
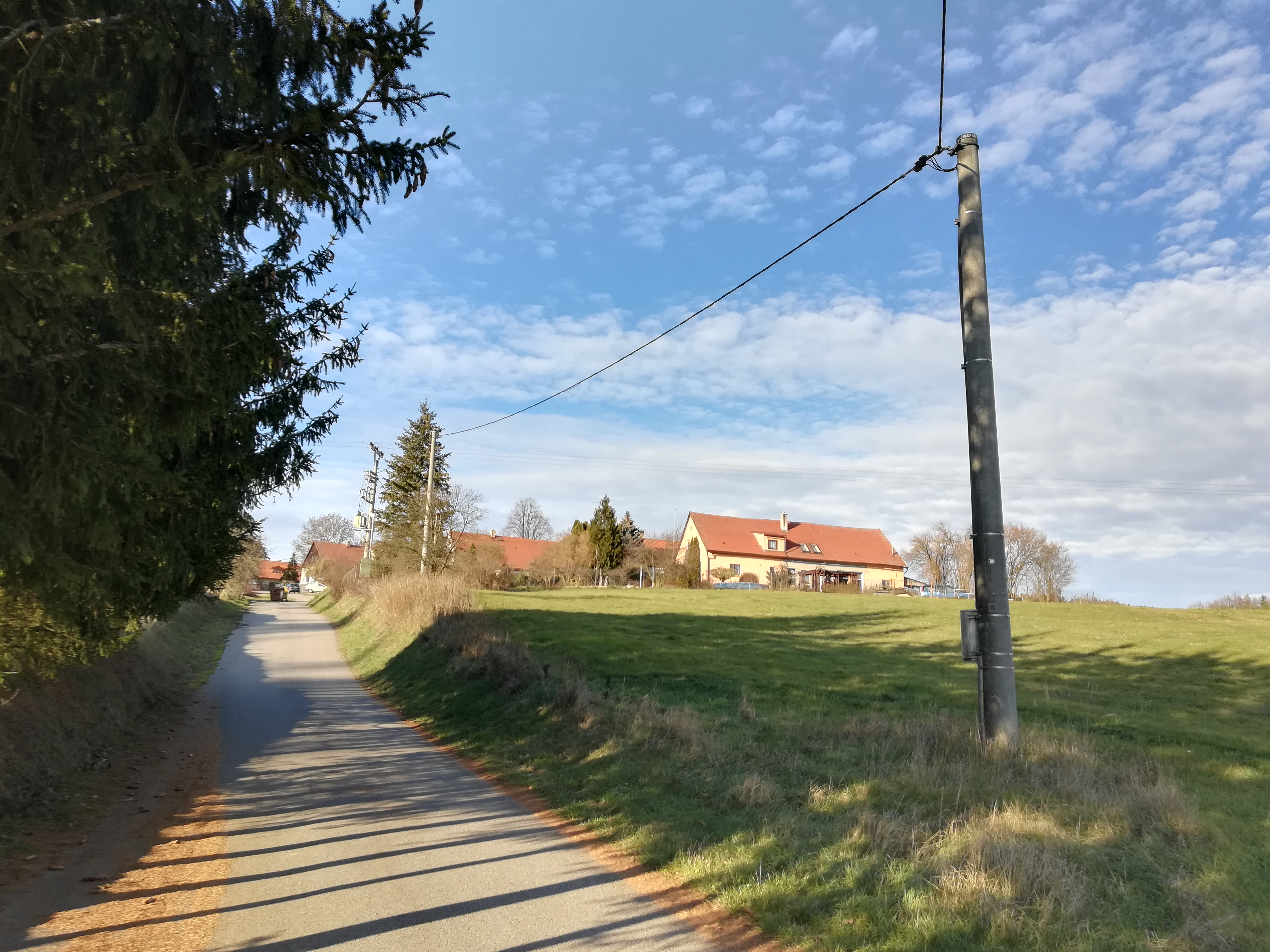
Weg in het dorp (2018)